# Distrito de Quishuar
El Distrito peruano de Quishuar es uno de los 18 distritos que conforman la Provincia de Tayacaja, ubicada en el Departamento de Huancavelica, Perú.

## Historia
El distrito de Quishuar fue creado el 6 de marzo de 1957, mediante ley N° 12816, en el gobierno del Presidente Manuel Prado Ugarteche.

## Autoridades

### Municipales
- 2019 - 2022[2]
  - Alcalde: Emiliano Carmen Bazán Ordóñez, del Movimiento Independiente Trabajando para Todos.
  - Regidores:

  1. Nilo Zenobio Acevedo Satto (Movimiento Independiente Trabajando para Todos)
  2. Juan Nemesio Revollar Gutiérrez (Movimiento Independiente Trabajando para Todos)
  3. Cesar Luis Pérez Revollar (Movimiento Independiente Trabajando para Todos)
  4. Elena Gutiérrez Ordóñez (Movimiento Independiente Trabajando para Todos)
  5. Emerson Bazán Cáceres (Movimiento Regional Ayni)